# Symmachia busbyi
Symmachia busbyi is een vlindersoort uit de familie van de prachtvlinders (Riodinidae), onderfamilie Riodininae.
Symmachia busbyi werd in 2007 beschreven door Hall, J & Willmott.